# Mamboya
Mamboya è una circoscrizione rurale (rural ward) della Tanzania situata nel distretto di Kilosa, regione di Morogoro. Conta una popolazione di 28 710 abitanti (censimento 2012).